# Musolaphone

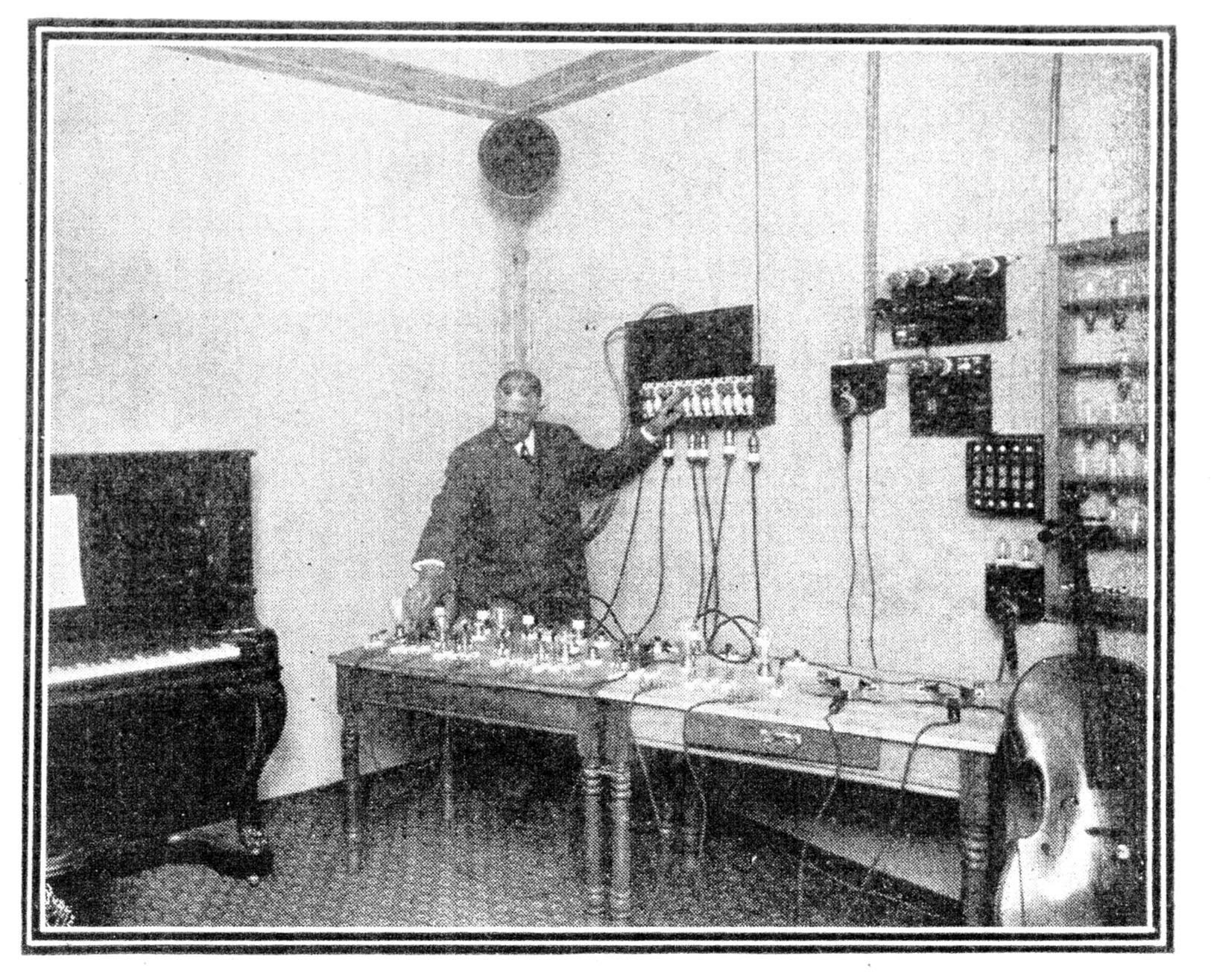
O inventor John J. Comer demonstrando o equipamento de transmissão do Musolaphone de Chicago.

O Musolaphone (também intitulado Multa Musola), desenvolvido pela Automatic Electric Company de Chicago, nos Estados Unidos, foi um sistema de distribuição de áudio que transmitia notícias e entretenimento sobre linhas telefônicas para residências e negócios de assinantes.
Uma instalação experimental foi feita no lado sul de Chicago em 1913, mas o projeto foi de curta duração e não se provou financeiramente viável. Esta foi a última tentativa significativa de se estabelecer um sistema de "jornal telefônico" para transmitir entretenimento através de linhas telefônicas nos Estados Unidos, antes do advento da radiodifusão no início da década de 1920.

## História
Em 1910, a Automatic Electric Company, uma empresa já estabelecida, conhecida por fazer centrais telefônicas automáticas, anunciou o desenvolvimento de um novo alto-falante, intitulado "Enunciador Automático", para o qual foram divisados vários usos potenciais. Joseph Harris, o presidente da companhia, previu: "Um enunciador automático, pelo qual um homem falando em Nova York poderá ser ouvido em qualquer parte de um salão em Chicago... pode tornar possível para alguém se dirigir publicamente a um milhão ou mais de pessoas no mesmo momento... a descrição de jogos de beisebol, ou de lutas profissionais poderão ser transmitidas a longas distâncias para o entretenimento dos aficionados dos mais variados esportes."
Em 1910 a Automatic Enunciator Company foi criada em Chicago para comercializar a invenção. Inicialmente, os enunciadores automáticos foram usados para alto-falantes públicos para a realização de anúncios em estabelecimentos tais como lojas de departamento, fábricas e estações ferroviárias. Em 1913, várias unidades foram instaladas no campo de beisebol Comiskey Park para anúncio e difusão de intervalos musicais.
O passo seguinte foi expandir o sistema para distribuir a programação a vários lugares, inicialmente sob a denominação "Multa Musola". A publicidade incluía a seguinte descrição: "O objetivo do serviço Multa Musola é distribuir música por cabos telefônicos de um instrumento na central, de modo que possa ser ouvido em qualquer parte de um cômodo sem a necessidade de maior atenção."
O verão de 1912 viu uma série de demonstrações do sistema Multa Musola em Portland, Oregon: na primavera do ano seguinte, saíram anúncios da Oregon Enunciator Company, promovendo tanto o serviço doméstico quanto o comercial. Este teria competido com outro sistema baseado em linhas telefônicas contendo notícias e entretenimento, o "jornal telefônico" da Oregon Telephone Herald Company, mas não há evidências de que o Multa Musola tenha sequer chegado à operação. Inclusive, no final de 1913, o comissário da divisão de empresas do estado do Oregon, R. A. Watson, proibiu as atividades das companhias Oregon Enunciator Company e Oregon Telephone Herald Company de atuar no estado, sob alegação de problemas no tocante à viabilidade financeira dessas empresas.
Não obstante, o serviço experimental do Musolaphone foi estabelecido no lado sul de Chicago in 1913, trabalhando coordenadamente com a telefônica local, a Illinois Telephone & Telegraph Co. Duas características vantajosas sobre os sistemas de jornais telefônicos da Telephone Herald, era a que a audição dos programas se dava através de alto-falantes em vez de fones de ouvido e que o sistema não necessitava de linhas telefônicas separadas, dedicadas e exclusivas, porque  "tão logo a conexão com a central telefônica seja feita, o outro equipamento é desconectado automaticamente. Quando o assinante deseja usar o telefone, a desconexão do serviço Musolaphone, como é denominado, é obtida pelo acionamento de um botão instalado no aparelho telefônico". John J. Comer, ex-gerente-geral de um serviço análogo, o Tel-musici, instalado em Wilmington, Delaware, foi descrito como o inventor.

No início de 1914, um relatório descreve a programação diária do Musolaphone de Chicago:
"Das oito da manhã ao meio-dia, anúncios de promoções nas principais lojas são feitos e as principais notícias das edições matutinas dos jornais são lidas, dentre elas os boletins meteorológicos, informações da Bolsa de Valores, anúncios de eventos especiais durante o dia, etc. Ao meio dia, faz-se o anúncio da hora padrão pela Western Union. Do meio-dia a uma e meia da tarde se segue um programa musical, especialmente adaptado aos cafés, restaurantes, salas de jantar, etc., seguido pela descrição de eventos esportivos dos times locais e placares dos demais times das ligas durante a temporada de beisebol. No inverno, palestras de figuras proeminentes serão difundidas, juntamente com aulas de idiomas: francês, alemão, italiano, etc., além de um tempo colocado para a leitura de histórias infantis. Meia hora de música dançante será oferecida todas as noites."
Os assinantes eram cobrados à base de US$3,00 por semana, o equivalente a US$ 78,22 em 2020  (a título de comparação: em 1913, as edições do jornal Chicago Tribune custavam 1 cent – $0,26 em 2020 – em dias de semana e 5 cents – $1,30 em 2020 – aos domingos). Posteriormente, veio a ser estabelecida uma forma interativa de comunicação, tal como apresentado num relatório: "Em Chicago há um professor de idiomas cujos alunos tornaram-se tantos recentemente de modo que a atenção pessoal a cada um deles ficou comprometida. Foi feito um arranjo com o estúdio da Automatic Company para as conexões e o serviço e agora as lições são transmitidas através dos telefones: o serviço pode ser interrompido a qualquer momento com o propósito de levantar questões ou receber mais informações acerca de certos pontos e de todas formas os telefones mostra-se tão flexível quanto o arranjo normal de uma sala de aula."
Foi feita uma contestação ao conselho municipal de Chicago acerca da legalidade da operação do Musolaphone aos domingos e o fato de que a empresa telefônica estava realizado uma parceira com um serviço que cobrava além do valor normal cobrado pelo serviço telefônico, mas a decisão mostrou-se desfavorável às duas objeções. Uma reclamação adicional foi feita à prefeitura de Chicago por "uma proeminente agência de notícias... que protestou contra a interferência da música no serviço de notícias". Novamente decidiu-se em favor a operação do Musolaphone; não obstante se notou que "a companhia, entretanto, encerrou o serviço musical."

No início de 1914 foi divulgado que a Federal Telephone Company de Buffalo, New York, planejava criar seu próprio serviço Musolaphone, mas na prática nenhum outro sistema foi de fato criado. Não obstante, os alto-falantes Automatic Enunciator continuaram a ser vendidos, com ênfase para o uso em sistemas públicos de anúncios. A autorização da companhia Musolaphone Corporation em Delaware foi cancelada em 27 de janeiro de 1919 pela ausência do cumprimento das obrigações tributárias nos dois anos anteriores, e a companhia que fabricava o  Automatic Enunciator foi fechada em 1926.

## 30em
1. ↑  EDWARDS, Stanley R. "Increasing the Revenue Producing Efficiency of a Plant" Telephony, 11 de outubro de 1913, pp. 21-23.
2. ↑  "Replaces Bell Boy", The Searchlight (Culbertson, Montana, EUA), 22 de julho de 1910, p. 6.
3. ↑  Robert D. Fisher Manual of Valuable and Worthless Securities: Volume 6 (1938), p. 75.
4. ↑  "Loud-Speaking Telephone Enunciators in Baseball Grand Stand", Electrical World, 2 de agosto de 1913, p. 251.
5. ↑  "An Interesting By-Product for Telephone Companies", Telephony, 10 de agosto de 1912, pp. 190-192.
6. ↑  "Have You Heard the Multa Musola?" (anúncio publicitário), Sunday Oregonian, Portland, 4 de agosto de 1912, p. 10.
7. ↑  "Blue Sky Law Applied", Morning Oregonian, Portland, 29 de agosto de 1913, p. 6.
8. ↑  "The Loud Voice", Popular Electricity and the World's Advance, Janeiro de 1914, pp. 1037-1038.
9. ↑  October 27, 1913 opinion by Bryan Y. Craig, Opinions of the Corporation Counsel and Assistants (1 de janeiro de 1913 a 5 de outubro de 1914) (Cidade de Chicago), Volume 7, 1913/1914, pp. 502-503.
10. ↑  «Inflation Calculator». CPI Inflation Calculator. Consultado em 20 de abril de 2020
11. ↑  "Metered Music and Oratory Over Automatic Phone", Buffalo Express, 12 de março de 1914, p. 8.
12. ↑  FERRY, M. "Telephone Report: Service Standards: Measured Service Study" (5 de outubro de 1914), The Telephone Bureau of the Department of Public Service City of Chicago: October 1, 1914, p. 10.
13. ↑  "Proclamation by Governor John G. Townsend, Jr." (27 de janeiro de 1919), Laws of the State of Delaware Passed at a Special Session of the Ninety-sixth General Assembly, vol. 30, parte I (1919), p. 736.